# Distrito de Bharuch
Bharuch es un distrito de la India situado en el estado de Gujarat. Según el censo de 2011, tiene una población de 1 551 019 habitantes.
Comprende una superficie de 5246 km².
Su centro administrativo es la ciudad de Bharuch.